# Clark (krater)
För andra betydelser, se Clark (olika betydelser).
Clark är en krater på planeten Mars namngiven efter den amerikansk optiker Alvan Clark.
Kratern har en diameter på ungefär 97 km.